# Kathy Kirby
Kathy Kirby, född Kathleen O'Rourke 20 oktober 1938 i Ilford, Redbridge, Greater London, död 19 maj 2011 i London, var en brittisk sångare som var mycket populär på 1960-talet.
Hon hade en skolad, tonsäker och kraftfull röst. Hennes blonda utseende har liknats vid Marilyn Monroes. Mellan 1963 och 1965 hade hon en rad hits på den brittiska topp 20-listan. Den mest kända är kanske en cover-version av Doris Days "Secret Love" från 1963. Samma år vann hon omröstningen om bästa brittiska sångare i musiktidningen New Musical Express.
Hon representerade Storbritannien i Eurovision Song Contest 1965 med "I Belong" som kom på 2:a plats.
Mot slutet av 1960-talet började hennes stjärna dala. 1983 drog hon sig tillbaka från artistlivet och bodde i South Kensington i London.

## Diskografi
Album
- 1963 – Kathy Kirby Sings 16 Hits From Stars And Garters
- 1966 – Make Someone Happy
- 1968 – My Thanks To You

EP
- 1965 – A Song For Europe

Singlar (topp 40 på UK Singles Chart)
- 1963 – "Dance On!" (#11)
- 1963 – "Secret Love" (#4)
- 1964 – "Let Me Go, Lover!" (#10)
- 1964 – "You're The One" (#17)
- 1965 – "I Belong" (#36)